# Teodoro Mangafas
Teodoro Mangafas o Mankafas (en griego: Θεόδωρος Μαγκαφᾶς, fl. c. 1188-1205) fue un noble de Filadelfia que asumió el título de emperador bizantino dos veces, primero durante el reinado de Isaac II Ángelo, y en segundo lugar después del saqueo de Constantinopla durante la cuarta cruzada.
Los cronistas griegos le dieron el apodo Moroteodoro (Μωροθεόδωρος), que significa «Teodoro el Idiota», después de sus repetidas usurpaciones fallidas.

## Primera usurpación
Alrededor de 1188, Teodoro, probablemente ya como gobernador de su natal Filadelfia, aseguró la lealtad de la mayor parte de los habitantes de la ciudad, pero también de las áreas circundantes de Lidia y el apoyo de las comunidades armenias en la Tróade. Luego se proclamó emperador en oposición a Isaac II Ángelo, e incluso acuñó su propia moneda de plata. A medida que la revuelta ganaba terreno, su progreso alarmó tanto a Isaac que el emperador marchó contra Teodoro en persona. Después de algunas escaramuzas iniciales, Teodoro fue asediado en Filadelfia (junio de 1189), pero luego Isaac se enteró del rápido acercamiento del emperador del Sacro Imperio Romano, Federico Barbarroja que se dirigía a participar en la tercera cruzada. Esto hizo que Isaac ansiara concluir la guerra contra Teodoro, por lo que acordó perdonar a Mangafas, con la condición de que el usurpador se sometiera a Isaac y aceptara dejar a un lado los símbolos imperiales y entregar rehenes. Luego se le permitió retener el control de Filadelfia como su gobernador.
Sin embargo, hacia 1193 (o posiblemente 1190), Basilio Vatatzés, dux del Thema Tracesiano y megadoméstico del ejército bizantino, lo obligaron a huir a la corte de los turcos selyúcidas en Iconio. Allí, el sultán Kaikosru I permitió a Teodoro reclutar tropas entre las tribus nómadas, y con estas bandas devastó las tierras fronterizas del Imperio bizantino entre 1195 y 1196. A finales de 1196, el nuevo emperador, Alejo III Ángelo, compró a Mangafas al sultán, con la condición de que su vida fuera salvada y que no pasara el resto de su vida en prisión. Permaneció en prisión por un período de tiempo desconocido antes de ser liberado (en cualquier caso antes de 1204) y regresó a Filadelfia.

## Segunda usurpación
En el caos de la cuarta cruzada y la eventual caída de Constantinopla en 1204, varias personas aprovecharon la situación para proclamarse independientes o reclamar el trono imperial vacante. Mangafas pudo haber regresado a Filadelfia antes o después de la caída de la ciudad, y rápidamente restableció su posición dominante, fundando un estado independiente en el área. Después de asegurar Filadelfia, decidió enfrentarse a Enrique de Flandes, uno de los jefes cruzados y futuro emperador latino, que acampó en Adramitio y que intentaba aplastar la resistencia bizantina en Anatolia. Aunque logró tomar a Enrique por sorpresa, sus fuerzas no fueron rival para la caballería pesada latina y fueron derrotados en la batalla de Adramitio el 19 de marzo de 1205. Retirándose a Filadelfia, permaneció allí hasta que sus territorios restantes fueron invadidos por Teodoro Láscaris de Nicea en 1205. Nada más se sabe de Teodoro, y se presume que murió en cautiverio en la corte nicena.

## Apellido
El apellido de Teodoro, Mangafas, no es griego, y representa quizás una forma helenizada del turco mankafa que significa tonto o idiota. Por lo tanto, es posible que no fuera su apellido real, sino una traducción al turco de su sobrenombre griego Moroteodoro, que luego fue adoptado por los cronistas griegos posteriores. Sin embargo, también hay evidencia de la existencia de otros miembros de la familia Mangafas en los siglos XI y XIII. Además, una cantidad de monedas de plata encontradas en un tesoro en Afrodisias, y que comúnmente se atribuye a Mangafas, parece incluir «M[angafas]» como si fuera su apellido propio.